# Společenství vlastníků jednotek
Společenství vlastníků jednotek (SVJ) je v českém právu označení právnické osoby obdobné spolku, jejíž hlavní činností je zajišťovat správu cizího majetku – konkrétně domu s jednotkami a případně pozemku. Budova může být rozdělena buď na jednotky (1994) a společné části podle zákona č. 72/1994 Sb., o vlastnictví bytů, nebo na jednotky (2012) podle občanského zákoníku č. 89/2012 Sb. Oba typy jednotek jsou vzájemně nekompatibilní. V budově mohou existovat pouze jednotky téhož druhu (viz § 3063 zákona č. 89/2012 Sb.).
Samotné rozdělení budovy nastává projevem vůle vlastníka budovy. Dokument o tomto rozdělení (prohlášení, ujednání spoluvlastníků budovy, nebo smlouva o výstavbě) se ukládá do sbírky listin katastru nemovitostí. Okamžikem rozdělení budovy se jednotky stávají samostatným předmětem práv; je možno s nimi samostatně nakládat a zcizovat je (převádět na jinou osobu).
Správa domu může být zajišťována bud správcem, nebo právnickou osobou SVJ, jejímiž členy jsou povinně ze zákona všichni vlastníci jednotek v domě. Obdobné instituce existují také v dalších státech (condominium, copropriété).
Rejstřík společenství vlastníků jednotek je veřejný rejstřík, který je veden příslušným rejstříkovým soudem.

## Tři typy společenství vlastníků jednotek
V českých právních předpisech se toto označení používá od roku 1994 ve třech různých, velmi odlišných významech. Historicky vznikly a stále trvají tři typy právních vztahů podle dvou právních předpisů. Se všemi třemi významy „společenství vlastníků jednotek“ je možno se dnes setkat; existují vedle sebe stále, i po zrušení zákona č. 72/1994 Sb.
1. Společenství vlastníků jednotek podle zákona č. 72/1994 Sb. od roku 1994: Jde o bezformální skupinu vlastníků jednotek a zároveň spoluvlastníků společných částí domu. Nejedná se o právnickou osobu. Tato bezformální společenství vznikala rozdělením budovy na jednotky (1994) do dne 31. 12. 2013 a převodem jednotek novým vlastníkům. Tato společenství stále existují v těch domech, kde po rozdělení nejsou splněny podmínky pro vznik právnické osoby SVJ. Počet těchto společenství je odhadem kolem 6000 (nejsou ovšem nikde evidována). Vlastníci jednotek si mohou sjednat správu domu prováděnou pomocí jiné osoby (správce) na základě individuálních smluv. Pojem "společenství" v tomto smyslu použil např. Ústavní soud v nálezu I. ÚS 646/04 ze dne 8. 3. 2005, když popsal, jak se vytváří „vůle společenství (plurality vlastníků budovy)“.
2. Společenství vlastníků jednotek podle zákona č. 72/1994 Sb. ve znění novely č. 103/2000 Sb.: Toto společenství je právnickou osobou, vykonávající ze zákona správu domu se společnými částmi a jednotkami (1994). Tyto právnické osoby vznikaly od dne 1. 7. 2000 do 31. 12. 2013. Jejich vznik byl automatický (ze zákona), po splnění stanovených podmínek (bylo-li v domě alespoň pět jednotek ve vlastnictví tří různých vlastníků). Tyto právnické osoby se i nadále řídí ve svých vnitřních poměrech svými stanovami. Právní subjektivitu (právní osobnost) a právní způsobilost těchto osob upravuje zákon č. 72/1994 Sb. Tato (nyní zrušená) právní úprava zůstává vůči účastníkům závazkových a vlastnických vztahů účinná i nadále, viz § 3028 zákona č. 89/2012 Sb. Nedošlo totiž k jejímu nahrazení žádnou novější právní úpravou. V novém Občanském zákoníku zcela chybí přechodové ustanovení pro tyto právnické osoby a absentuje jakákoliv zmínka o nich (což je všeobecně známé opomenutí zákonodárce). Počet těchto SVJ (2000) je přibližně 51000.
3. Společenství vlastníků jednotek podle zákona č. 89/2012 Sb.: Jde o právnickou osobu, vykonávající ze zákona správu domu, rozděleného na jednotky (2012) ode dne 1. 1. 2014. Tyto právnické osoby vznikají po dni účinnosti nového Občanského zákoníku, od 1. 1. 2014. Jejich vznik je standardní, tedy založení přijetím zakladatelského dokumentu (stanov) všemi vlastníky jednotek v domě a následně vznik právnické osoby zápisem do veřejného seznamu (rejstříku společenství vlastníků jednotek). Tyto právnické osoby se ve svých vnitřních poměrech od počátku řídí speciální částí zákona č. 89/2012 Sb. o bytovém spoluvlastnictví. Ve věcech, které nejsou ve speciálních ustanoveních zákona upraveny odlišně, se použije část zákona č. 89/2012 Sb. o spolku. Počet těchto SVJ (2012) je přibližně 4000 a další právnické osoby tohoto typu vznikají průběžně. SVJ (2012) může vzniknout i pro dům s jednotkami (1994), kde nevzniklo SVJ (2000) do dne 31. 12. 2013. V tom případě je právní způsobilost SVJ (2012) omezena, vzhledem k odlišné definici jednotek (§ 3063 NOZ).

## Správa domu vykonávaná SVJ (2000)
Správa domu rozděleného na společné části a jednotky (1994) podle zákona č. 72/1994 Sb. zahrnuje pouze správu, provoz a opravy společných částí domu (§ 9 zákona č.72/1994 Sb.). SVJ (2000) je oprávněno sjednávat smlouvy ohledně společných částí, uskutečňovat či zajišťovat dodávky služeb spojených s užíváním jednotek (1994), a pojištění společných částí domu (§ 9a zákona č. 72/1994 Sb.). SVJ je vůči domu pouze sluhou vlastníka, správcem cizího majetku. Právní způsobilost právnické osoby SVJ (2000) nezahrnuje rozhodování o technickém zhodnocení domu (modernizace a rekonstrukce, stavební úpravy (nástavby, přístavby, vestavby). Rozhodování o těchto záležitostech náleží vlastníkům jednotek, viz § 11 odst. 5 zákona č. 72/1994 Sb.. Právnická osoba samozřejmě není oprávněna rozhodovat ani o změně vnitřního uspořádání domu, ani o změně spoluvlastnických podílů na společných částech. SVJ (2000) není oprávněno svým jménem reklamovat závady na společných částech domu ani na jednotkách (1994), neboť je pouze správcem cizího majetku s omezenou právní způsobilostí.

## Správa domu vykonávaná SVJ (2012)
Správa domu rozděleného na jednotky (2012) podle zákona č. 89/2012 Sb. je definována poněkud jinak, šířeji. Zahrnuje vše, co nepatří vlastníkům jednotek (2012) a co je v zájmu všech spoluvlastníků nutné uskutečnit pro zachování nebo zlepšení společných částí. To zahrnuje stavební úpravy, zřízení, udržování nebo zlepšení všech společných částí domu a pozemku sloužícím všem spoluvlastníkům domu. Správa domu se vztahuje i na ty části, které slouží výlučně k používání jen některému spoluvlastníku. Zároveň se jedná i o činnosti, které jsou spojeny se samotnou přípravou a prováděním změn společných částí domu (nástavba, přístavba či jiná stavební úprava). Kromě toho SVJ také může zajišťovat dodávky služeb, pojištění společných částí, a je oprávněno vlastním jménem reklamovat závady jednotek (2012).

## Správa domu – společné rysy
Právnická osoba vykonává správu společných částí domu namísto vlastníků jednotek. SVJ může vlastnit majetek, ale nakládat s ním může pouze pro účely správy domu a pozemku.
Vzhledem k nesystematickému vložení právní úpravy bytového vlastnictví do (již hotového) návrhu občanského zákoníku došlo k tomu, že správa domu v režimu bytového vlastnictví se naprosto odlišuje od obecné úpravy prosté i plné správy cizího majetku v občanském zákoníku. Některé výkladové problémy se snažila překlenout judikatura, když dovodila, že správa domu prováděná právnickou osobou SVJ je výkonem tzv. "nepřímého zastoupení" vlastníka domu, kdy SVJ vykonává správu svým vlastním jménem, na vlastní odpovědnost a na vlastní náklad, avšak plody a užitky z této činnosti náleží vlastníkům jednotek. Jde-li o užitky peněžní (např. nájemné za pronájem společné části), jedná se z hlediska daňového o příjem vlastníků jednotek.
Členem SVJ v obou typech právnických osob je vždy vlastník jednotky. Je-li vlastník jednotky plurální (spoluvlastníci jednotky), vystupují vůči SVJ jako jedna osoba. V případě existence SVJ jako právnické osoby vlastníci jednotek ručí za dluhy společenství v poměru podle velikosti svých podílů na společných částech domu.
V domech, kde nevzniklo SVJ jako právnická osoba, rozhodují o společných částech vlastníci jednotek buď na shromáždění, nebo podepisováním listiny. V domech, kde vzniklo SVJ jako právnická osoba, se shromáždění vlastníků jednotek stává zároveň nejvyšším orgánem této právnické osoby. Výkonným orgánem právnické osoby je její statutární orgán (výbor, či předseda, v SVJ (2000) označovaný „pověřený vlastník“). Člen statutárního orgánu nemusí být vlastníkem jednotky v domě. SVJ může tvořit další orgány, jsou-li uvedeny ve stanovách (např. kontrolor, kontrolní komise atd.). Na členy volených orgánů všech typů SVJ se vztahuje povinnost podle § 159 zákona č. 89/2012 Sb. jednat s péčí řádného hospodáře.

## Vznik a zánik SVJ (2012)
Pro právnickou osobu SVJ (2012) je specifické, že nevzniká ze zákona. Povinnost založit SVJ vzniká ze zákona v domě, kde je alespoň pět jednotek, z nichž alespoň čtyři jsou ve vlastnictví čtyř různých vlastníků. Stát však založení ani vznik právnické osoby SVJ nijak nevynucuje. Po dosažení počtu pěti jednotek a čtyř vlastníků však není možné dále navyšovat počet vlastníků jednotek; katastrální úřad v takovém případě odmítne provést vklad vlastnického práva k převáděné jednotce, dokud nebude prokázán vznik SVJ (§ 1198 zákona č. 89/2012 Sb.). Převody jednotek bez zvýšení počtu vlastníků jednotek je však možný v domě bez SVJ bez omezení.
SVJ (2012) se založí schválením stanov, které mají podobu veřejné listiny. Veřejná listina se však nevyžaduje, jestliže SVJ zakládá jediná osoba (například developer). Právnická osoba pak vznikne dnem zápisu do veřejného rejstříku.
Stanovy obsahují alespoň:
- Název obsahující „společenství vlastníků“ a označení domu, pro který vzniklo
- Sídlo, v domě pro který společenství vlastníků vzniklo, popřípadě na jiném místě
- Členská práva a povinnosti vlastníků bytů a způsob jejich uplatňování
- Určení orgánů, jejich působnosti, počtu členů a jejich funkčního období, způsob svolávání, jednání a usnášení
- Určení prvních členů statutárního orgánu
- Pravidla správy domu a pozemku a pravidla užívání společných částí
- Pravidla pro tvorbu rozpočtu, pro příspěvky na správu domu

Pokud má některý zakladatel SVJ většinu hlasů, stává se správcem domu a pozemku. Na správu se používají stanovy a pro rozhodování ve věcech správy se používají ustanovení o shromáždění. Správce svolává vlastníky jednotek k rozhodování. Při rozhodování se nepřihlíží k hlasům, které má správce navíc oproti zbytku vlastníků jednotek. SVJ se ruší dnem zániku vlastnického práva ke všem jednotkám v domě. Lze ho zrušit také společným rozhodnutím vlastníků, pokud bylo sdružení vlastníků založeno dobrovolně, nebo pokud počet jednotek v domě klesl na méně než pět. V tom případě vlastníci jednotek přijmou pravidla pro správu domu a pozemku a pro příspěvky na ni.
Při zrušení SVJ práva a povinnosti přecházejí na majitele jednotek podle podílu každého majitele bytu na společných částech.

## Orgány a jednání SVJ (2012)
Statutárním orgánem je výbor, pokud však stanovy neurčí, že statutárním orgánem je předseda společenství vlastníků. Podle stanov si SVJ může zřídit další orgány, ovšem nemohou mít působnost, která je vyhrazená pro shromáždění nebo pro statutární orgán.
Nejvyšším orgánem SVJ je shromáždění. Shromáždění tvoří všichni vlastníci jednotek a každý z nich má počet hlasů, který odpovídá velikosti jeho podílu na společných částech. Shromáždění je způsobilé k usnesení, pokud jsou přítomni vlastníci jednotek, kteří mají většinu hlasů. Vlastníci jednotek mohou rozhodovat mimo zasedání v písemné formě nebo s využitím technických prostředků (elektronicky), připouštějí-li to stanovy (§ 158 zákona č. 89/2012 Sb.).
K přijetí rozhodnutí se vyžaduje dosažení většiny uvedené v zákoně, případně ve stanovách, pokud stanovy vyžadují vyšší počet hlasů; není-li hlasovací kvorum určeno, hlasuje se nadpoloviční většinou hlasů přítomných vlastníků jednotek (§ 1206 zákona č. 89/2012 Sb.). Při rozhodování o záležitostech, které jsou obsahem prohlášení, však SVJ není způsobilé rozhodovat. Rozhodují sami vlastníci jednotek mezi sebou, a na toto jejich rozhodování se použije ustanovení § 1169 zákona č. 89/2012 Sb. o změně prohlášení.
Statutární orgán svolává zasedalání shromáždění minimálně jednou ročně. Může svolat zasedalání  shromáždění i na žádost vlastníků jednotek, kteří mají více než čtvrtinu všech hlasů; neučiní-li tak, mohou vlastníci svolat zasedání na náklady SVJ sami.
Zasedání shromáždění je nutno svolat ve lhůtě určené stanovami, jinak nejméně 30 dnů před jeho konáním. Zasedání se svolává pozvánkou v souladu se stanovami. Pokud k ní nejsou připojeny podklady týkající se pořadu jednání, je svolavatel povinen umožnit každému vlastníku jednotky včas se s nimi seznámit. Z pozvánky musí být zřejmé místo, čas a pořad jednání, přičemž místo a čas musí co nejméně omezovat možnost členů se ho účastnit. Pokud je zasedání  shromáždění svoláváno z podnětu vlastníků, může být pořad jednání proti návrhu uvedenému v podnětu změněn pouze se souhlasem toho, kdo podnět podal.

### Do působnosti shromáždění patří zejména:
- změna stanov
- volba a odvolávání členů volených orgánů a rozhodování o výši jejich odměn,
- schválení rozpočtu, účetní závěrky, vypořádání výsledku hospodaření a zprávy o hospodaření, celkové výše příspěvků na správu domu a pozemku pro příští období a rozhodnutí o vyúčtování nebo vypořádání nevyčerpaných příspěvků,
- schválení druhu služeb a způsobu rozúčtování cen služeb na jednotky,
- rozhodování o opravě nebo údržbě společné části anebo stavební úpravě společné části, která nevyžaduje změnu prohlášení, převyšují-li náklady částku stanovenou prováděcím právním předpisem; to neplatí, pokud stanovy určí něco jiného,
- určení osoby, která má zajišťovat některé činnosti správy domu a pozemku, a rozhodnutí o její změně,
- rozhodováni o záležitostech, které si shromáždění vyhradilo.

Přehlasovaný vlastník jednotky nebo i SVJ může z důležitého důvodu navrhnout soudu, aby o záležitosti rozhodl. Rozhoduje-li shromáždění o spolkových záležitostech (to jest o záležitostech právnické osoby a o členských právech a povinnostech), může být podán návrh k soudu do tří měsíců ode dne, kdy se člen o rozhodnutí dozvěděl nebo dozvědět mohl; jinak jeho právo zaniká (§ 1209).

### Rozhodnutí náhradním způsobem mimo zasedání
Není-li svolané shromáždění způsobilé se usnášet, může osoba, která je oprávněna zasedání shromáždění svolat, navrhnout v písemné formě do jednoho měsíce ode dne, na který bylo zasedání svoláno, aby vlastníci jednotek rozhodli o týchž záležitostech mimo zasedání. Návrh o hlasování mimo zasedání shromáždění musí obsahovat alespoň návrh usnesení, podklady potřebné pro jeho posouzení nebo údaj, kde jsou uveřejněny, a údaj o lhůtě, ve které se má vlastník jednotky vyjádřit. Neurčí-li stanovy delší lhůtu, platí, že lhůta činí patnáct dní.  K platnosti hlasování se vyžaduje vyjádření vlastníka jednotky s uvedením dne, měsíce a roku, kdy bylo učiněno, podepsané vlastní rukou na listině obsahující plné znění návrhu rozhodnutí. 
Rozhodnutí se v tomto speciálním případě přijímá většinou hlasů všech vlastníků jednotek, ledaže stanovy vyžadují vyšší počet hlasů (§ 1214 zákona č. 89/2012 Sb.).
Statutární orgán oznámí vlastníkům jednotek v písemné formě výsledek hlasování, a pokud bylo usnesení přijato, oznámí jim i celý obsah přijatého usnesení. Neučiní-li to bez zbytečného odkladu, může oznámení učinit na náklady SVJ ten, kdo usnesení navrhl.